# 中川尋史 (社会福祉学者)
中川 尋史（なかがわ ひろし、1997年 - ）は日本の社会福祉学者。
昭和女子大学現代ビジネス研究所 研究員。全国社会福祉協議会 日本福祉施設士会 代議員。社会福祉法人白秋会 副施設長。

## 人物・略歴
東京都出身。明治学院大学法学部政治学科卒業、昭和女子大学大学院生活機構研究科修士課程修了。2024年現在の所属は横浜市立大学大学院国際マネジメント研究科国際マネジメント専攻博士後期課程、昭和女子大学現代ビジネス研究所研究員となっている。
学生時の2014年、東京都高文連軽音楽連盟主催の第7回東京都高等学校軽音楽コンテスト決勝大会 準グランプリ。同年、全国高校軽音学コンテストにて奨励賞 (Fabulist) を受賞している。9月にはTEENS ROCK in Hitachnakaに出場している。 2018年にはthe human effectというバンドでアルバム「迷わない理由」、2019年にアルバム「WAKERs」を発売している。
2018年11月から「日本刀Lab」を主催し、銀座の日本刀店が実施する日本刀スクールとしてX（旧Twitter）上で話題となった。
2020年、団体誌『福祉施設士』12月号に社会福祉法人白秋会特別養護老人ホーム泰山副施設長と記載されている。2023年1月、東京都福祉施設士会のYouTubeチャンネル内の動画にて「東京都福祉施設士会 理事」と記載がある。2023年（令和5年度）より、全国社会福祉協議会日本福祉施設士会 代議員。
中央福祉学院が実施する「ふくし未来塾」へ参加し、「福祉を広報する会社」として2023年11月群馬県にNPO法人ふくしの広報社を設立し、理事長に就任している。
中之条町ボランティア連絡協議会と中之条町社会福祉協議会が行なっている「令和5年度 みらい米プロジェクト」に広報担当者として支援している。
2024年1月、立教大学コミュニティー福祉学部にて「施設におけるソーシャルワーカーのあり方」というテーマで講義を行なっている。

## 委員
- 江戸川区地域自立支援協議会 (2023- ) 公募委員[24]
- 文京区 「文の京」 安心・安全まちづくり協議会 (2021-2023) 公募委員[25]

## メディア出演
- 2021年、クラシック専門インターネットラジオOTTAVA 本田聖嗣#3 「日本刀とクラシック」出演[26]

## 論文・著作
月刊誌『地域ケアリング』（北隆館）2023年12月臨時増刊号では「社会福祉法人の持続可能な戦略に関する 一考察～老人介護施設の事例研究～」という題で論文を投稿している。
同, 2024年2月号では「デジタル化による社会福祉法人の連携への経営効果」という題で論文を投稿している。